# Yvette Backx
Yvette Backx is een personage uit de Vlaamse soap Thuis, dat gespeeld werd door Chris Boni van 2001 tot 2005 en van 2006 tot 2016. Op 14 juni 2016 werd bekendgemaakt dat Boni de reeks ging verlaten. Op de nacht van 18 oktober op 19 oktober 2016 overleed Yvette thuis in haar slaap op 80-jarige leeftijd, omringd door haar familie.

## Fictieve biografie
Yvette, een gepensioneerde cafébazin, is reeds lange tijd gescheiden wanneer ze voor het eerst in de serie verschijnt. Ze heeft een dochter Angèle met haar eerste man Jules lange tijd werd gedacht dat ook hij de vader van Simonne was. Ze start een relatie met haar oude liefde Constant, de eigenlijke vader van Simonne. Hij vlucht enkele maanden later weg met al het geld van Angèle Backx. Daarop verhuist Yvette voor enige tijd naar Spanje. Na haar terugkeer trekt ze in bij Simonne en haar man Frank Bomans. Later start ze een relatie met Leo Vertongen en werkt ze op de dispatch van Taxi Ter Smissen. Zij en Leo krijgen een grote financiële tegenslag te verduren. Wanneer Mike Van Nothegem hen voor €100.000 oplicht door een niet bestaande woning in Spanje te verkopen. Ze komen deze moeilijke periode door tot wanneer ze ontdekt dat hij een affaire heeft met Jenny Verbeeck. Dit heeft zo'n grote impact op haar dat ze prompt een klein herseninfarct krijgt.
Yvette verblijft ook enkele maanden in rusthuis Winterlicht nadat ze haar handen verbrandde aan kokende soep en Simonne revalideert van een auto-aanrijding. Ze wordt eerst bevriend met Madeleine, die overlijdt aan een overdosis insuline. Daarna wordt ze goed bevriend met André, maar hij sterft onverwachts ten gevolge van een te laat ontdekte maagkanker.
Yvette verneemt van Angèle dat Simonnes dochter is opgedoken. Simonne was op jonge leeftijd zwanger en haar toenmalige vriend stierf tijdens de zwangerschap in een motorongeval. Yvette en Angèle vreesden dat Simonne niet in staat was het kind op te voeden. Zelf hadden ze het ook te druk om zich over de toekomstige baby te ontfermen. Daarom besloten Yvette en Angèle om de baby direct na de geboorte stiekem af te staan aan een weeshuis. Tegen Simonne vertelden ze dat de baby was gestorven. Wanneer Yvette verneemt dat Sam De Witte dat kind is, krijgt ze een beroerte. Simonne achterhaalt de waarheid en zet Yvette aan de deur. Ook Sam wil niets met Yvette te maken hebben. Yvette trekt in bij Lowie Bomans, ondanks Sam een gedeelte van het huis huurt, tot wanneer er plaats is in Winterlicht. Na enige tijd vergeven Simonne en Sam wat Yvette destijds had gedaan. Yvette verhuist terug naar Simonne en krijgt toestemming om Hannah, de dochter van Sam en Tim, te zien.
Frank die niet kan aanvaarden dat zijn zoon nu door het leven gaat als vrouw, geeft haar een slag in het gezicht wanneer ze op bezoekt komt bij hem. Wanneer Yvette dit hoort stapt ze op Frank af. Na een heftige woordenwisseling krijgt ze een hartstilstand. In het ziekenhuis vertellen ze aan haar dat haar hart te veel beschadigd is en ze dus elk moment kan sterven, ze vertelt het aan haar dochter Angèle en even later ook aan Simonne. Haar laatste wens is om thuis te sterven en dat haar dochter Simonne en Frank terug samen komen. Ze mag ook naar huis gaan om te sterven. Op dinsdag 18 oktober licht ze ook Frank en haar kleindochter Kaat in, beiden blijven ze ook slapen bij Simonne. Die nacht sterft Yvette in haar slaap.

## Trivia
- Frank noemt haar regelmatig "Madame Toertjes", vooral tijdens discussies. Madame Toertjes is een sterk verouderde uitdrukking uit het Vlaams dialect en betekent 'meisje' of 'vrouw'. De uitdrukking dient meestal ter terechtwijzing van een vrouw. Frank bedoelt het eigenlijk meestal vriendelijk, maar vaak blijkt dat allesbehalve het geval te zijn.[3]
- Nakomelingen: Simonne Backx (dochter), Angele Backx (dochter), Kaat Bomans (kleindochter), Sam De Witte (kleindochter), en Hannah Cremers (achterkleindochter)
- In de eerste seizoenen dronk Yvette steevast een “cherry”
- Een maand na haar overlijden verschijnt Yvette eenmalig in een dagdroom van Simonne.
- Het personage Yvette evolueerde doorheen de reeks, bij haar intrede is ze een norse vrouw die weinig goeds over heeft voor anderen, later wordt ze een liefhebbende moeder en grootmoeder en een luisterend oor voor de jongeren.